# Staatliche Universität Arzach

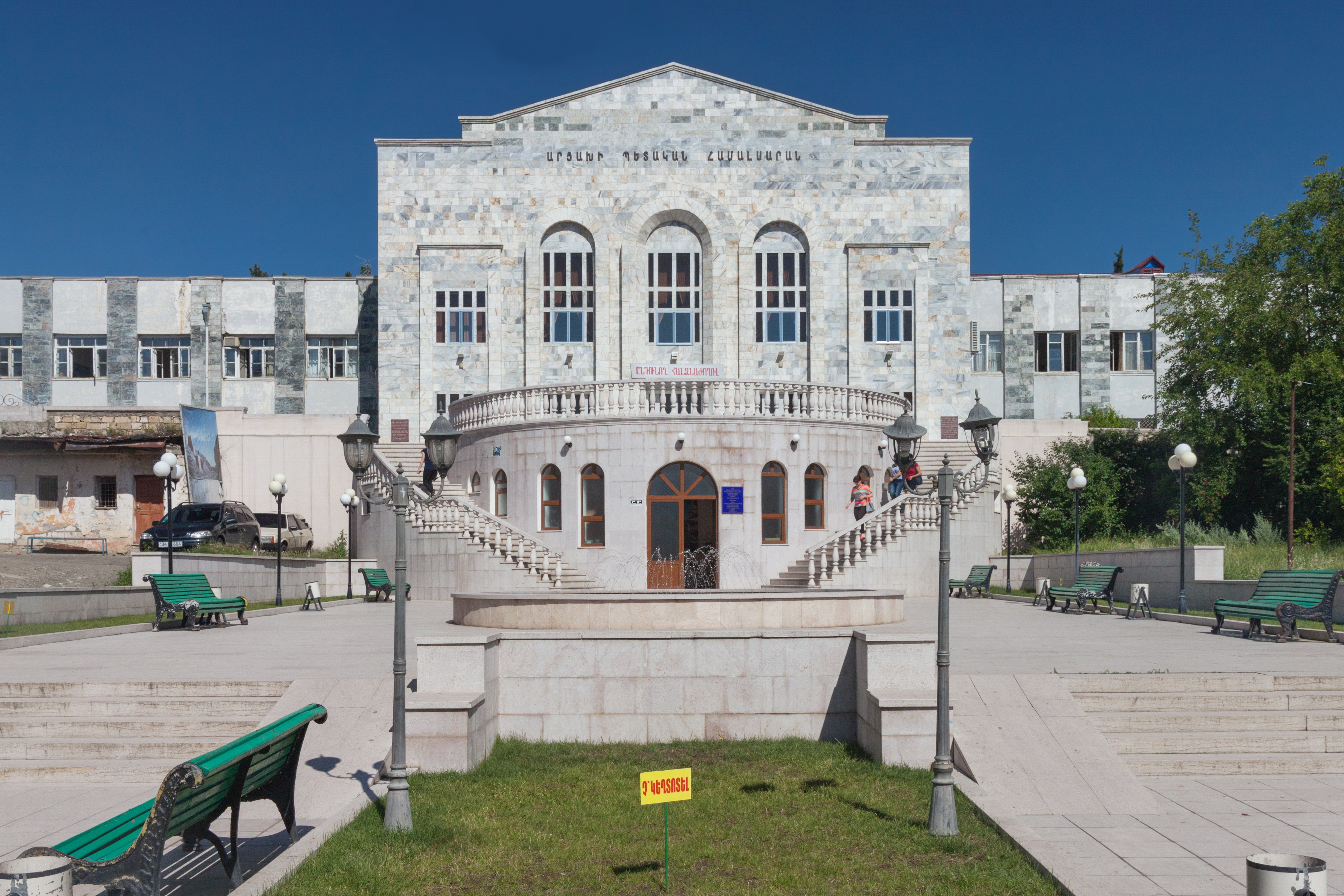
Staatliche Universität Arzach

Die Staatliche Universität Arzach (armenisch Արցախի Պետական Համալսարան; russisch Арцахский Государственный Университет) ist die wichtigste Hochschule in der international nicht anerkannten Republik Arzach. Sie wurde in ihrer heutigen Form im Jahr 1992 gegründet, als Bergkarabach die De-facto-Unabhängigkeit von Aserbaidschan erreichte. Die Universität hat ihren Sitz in der Hauptstadt Stepanakert und ging aus dem ehemaligen Pädagogischen Institut Stepananakert hervor. Dieses wiederum war 1969 als Ableger des Bakuer Pädagogischen Instituts gegründet worden.
Zu den Partneruniversitäten zählen unter anderem die Russisch-Armenische Universität in Jerewan und die California State University, Dominguez Hills.
Die Universität hat neun Fakultäten und etwa 4000 Studenten.

## Alumni und Dozenten
(Auswahl)
- Arpat Avanesjan (* 1944), Politiker
- Artur Tovmasjan (* 1962), Politiker
- Arajik Harutjunjan (* 1973), Politiker
- Arsen Miqajeljan (* 1982), Politiker